# Уродков, Иван Максимович
Иван Максимович Уродков  (20 (7) января 1846, д. Арза Верхнетоемской волости Сольвычегодского уезда Вологодской губернии — 1926, д. Наумовская Роспашь Черевковского района Северо-Двинской губернии). Из крестьян. Образование начальное, окончил Верхнетоемское сельское училище Сольвычегодского уезда.
Во второй половине 70-х годов XIX века — делопроизводитель Сольвычегодского уездного по воинской повинности присутствия. Гласный Вологодского губернского земского собрания от Сольвычегодского уезда. Неоднократно публиковал в центральной прессе свои корреспонденции, посвященные жизни Сольвычегодского уезда. В 1877—1878 гг. входил в революционный народнический кружок в г. Сольвычегодске. По обвинению в распространении запрещенных книг в 1878 г. отдан под гласный надзор полиции, в 1879 г. выслан в г. Яренск. В апреле 1880 г. дело Уродкова прекращено, ему было разрешено вернуться на родину с установлением негласного полицейского надзора. В 1897—1903 годах работал в составе экспедиции основоположника российской бюджетной статистики Ф. А. Щербины по статистическому исследованию землепользования и хозяйства в Степном крае (ныне — северные районы Казахстана).
За многолетнюю и плодотворную работу в составе экспедиции награждён почетным знаком земства.
С 1903 года жил на родине в деревне Наумовская Роспашь.